# 나미비아의 재외공관 목록

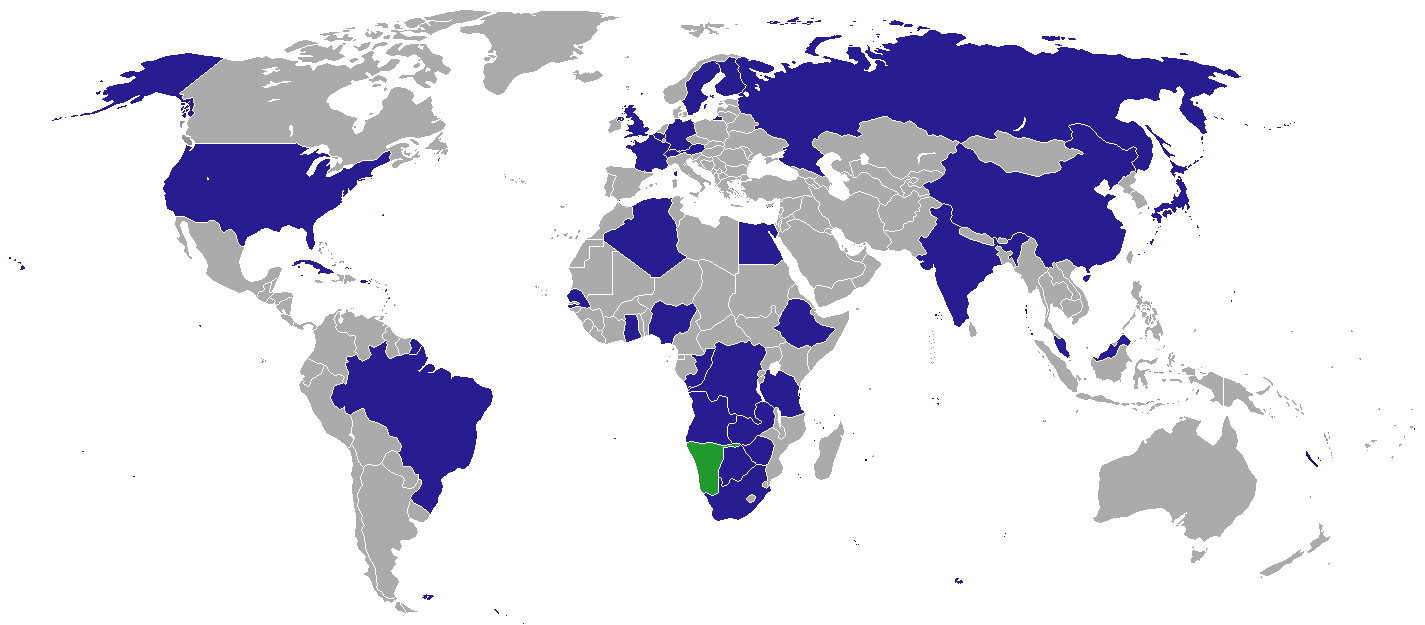
나미비아의 재외공관

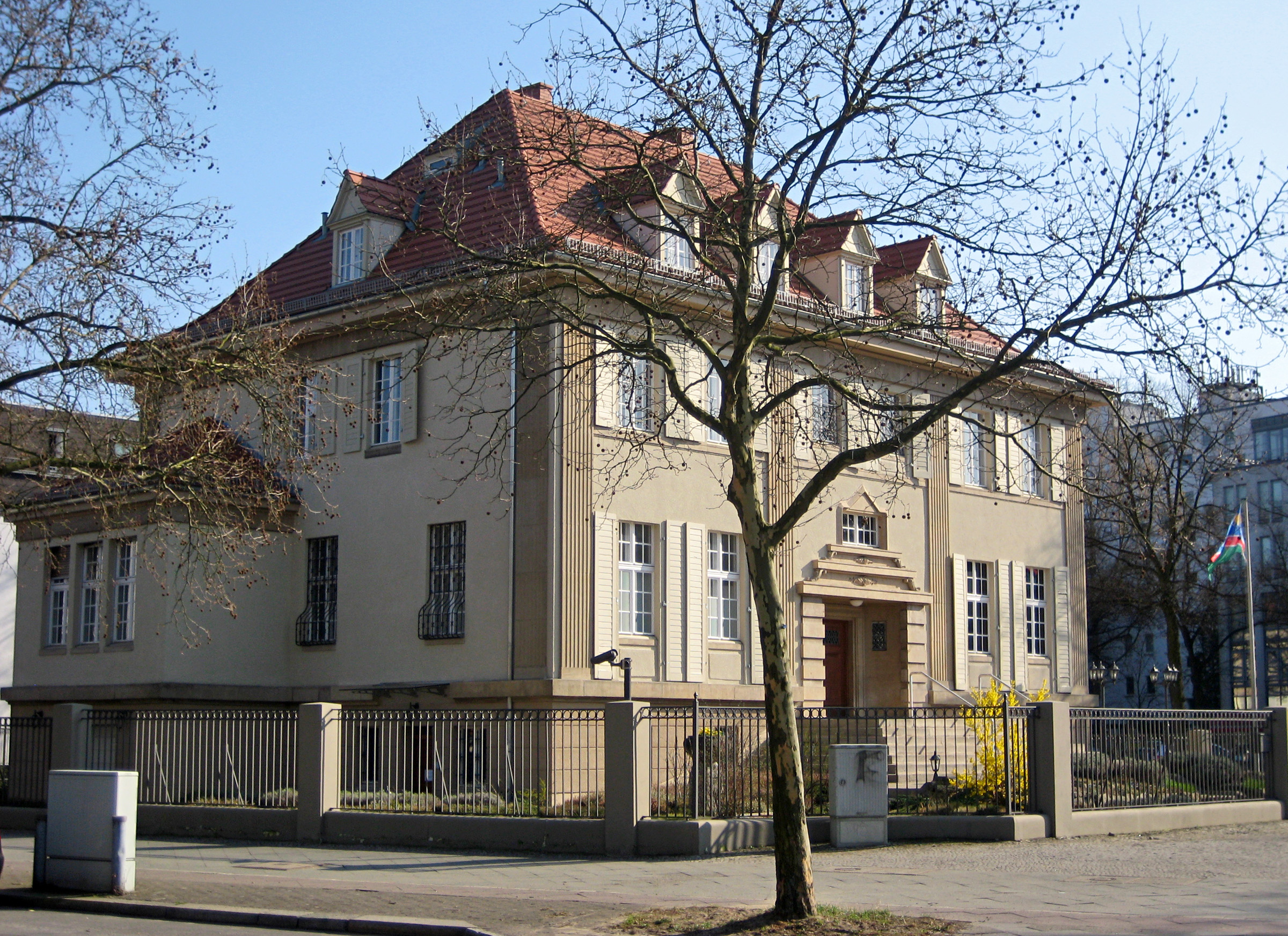
베를린 주재 나미비아 대사관

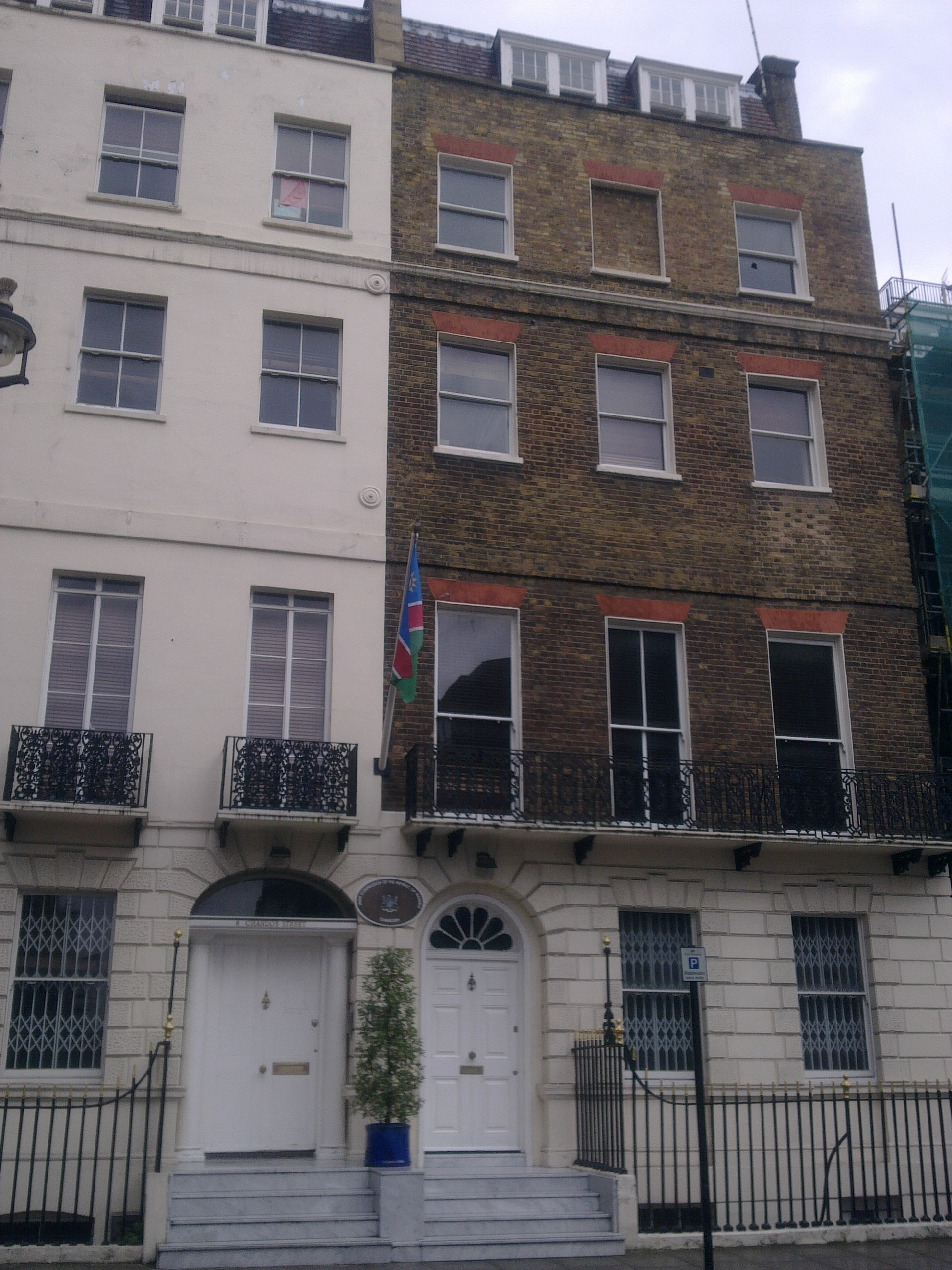
런던 주재 나미비아 고등판무관 사무소

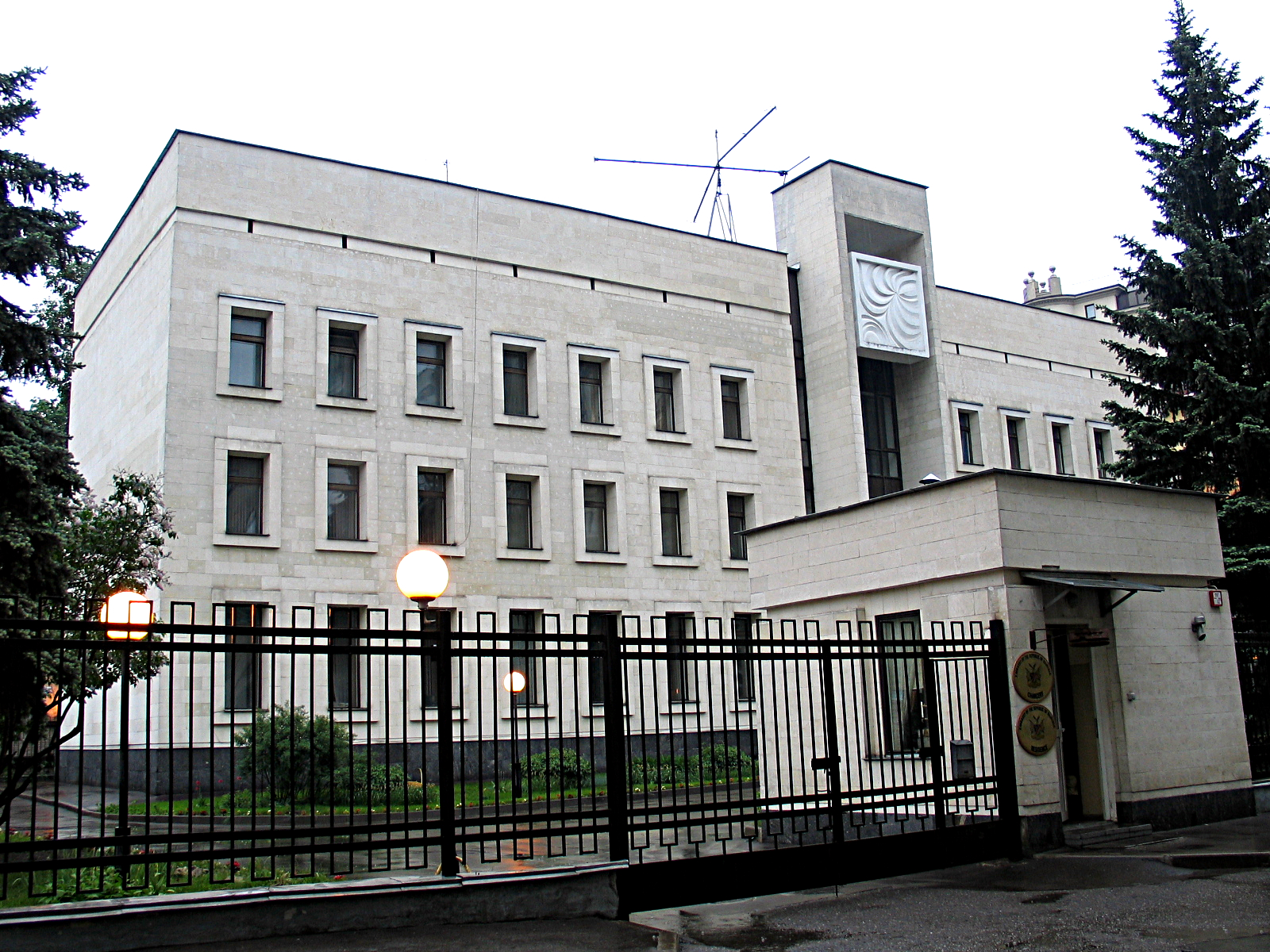
모스크바 주재 나미비아 대사관

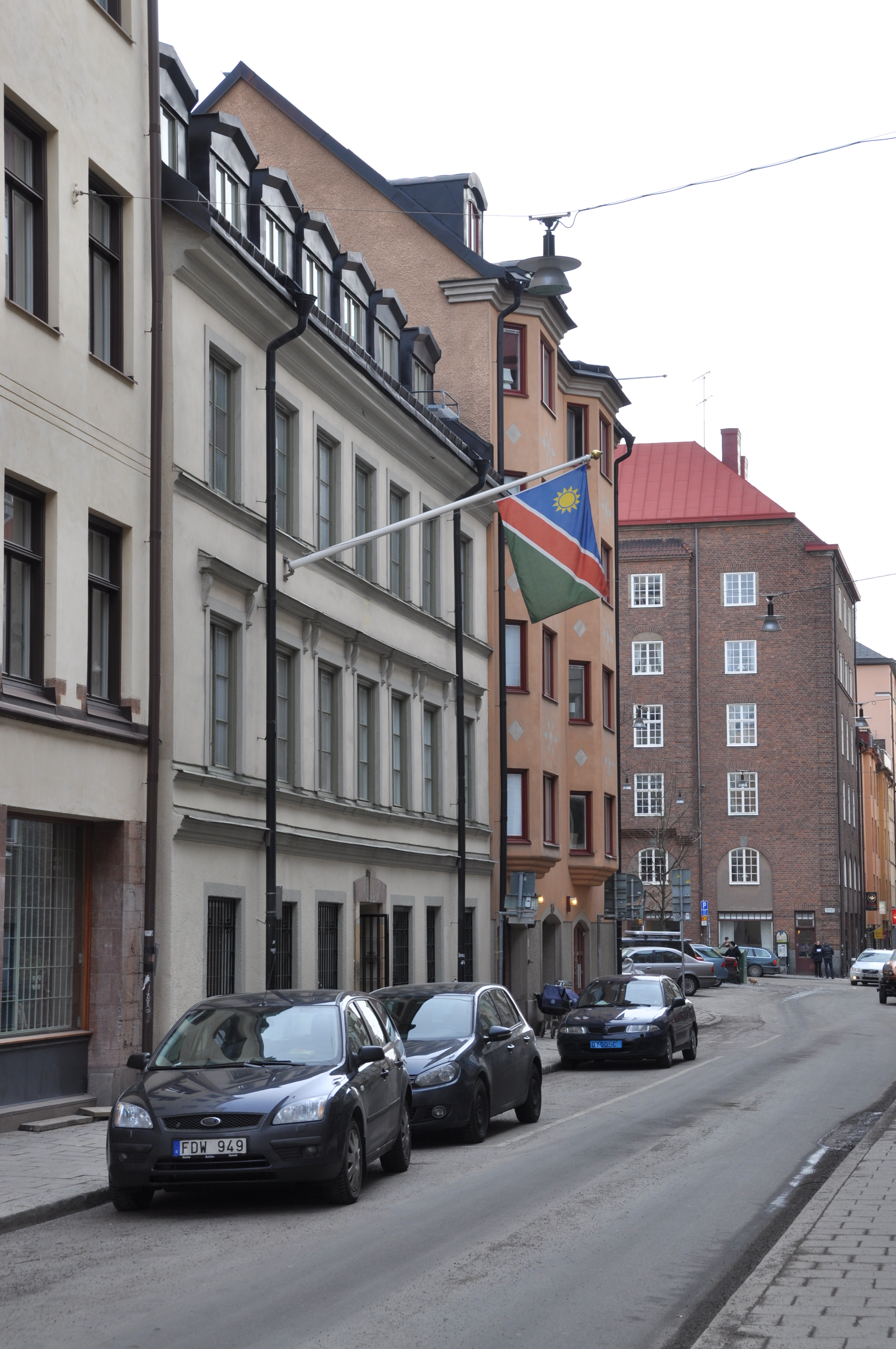
스톡홀름 주재 나미비아 대사관

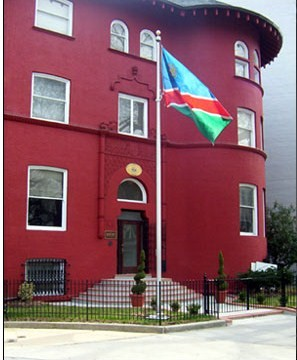
워싱턴 D.C. 주재 나미비아 대사관

나미비아의 재외공관 목록은 나미비아 주재 대사관과 고등판무관 사무소를 각국에 상주시켜 놓는 것을 의미하며 나미비아의 재외공관을 나열한 목록이다.

## 아프리카
- 앙골라 : 루안다 (대사관)
- 보츠와나 : 가보로네 (고등판무관 사무소)
- 콩고 민주 공화국 : 킨샤사 (대사관)
- 이집트 : 카이로 (대사관)
- 에티오피아 : 아디스아바바 (대사관)
- 가나 : 아크라 (고등판무관 사무소)
- 나이지리아 : 아부자 (고등판무관 사무소)
- 남아프리카 공화국 : 프리토리아 (고등판무관 사무소), 케이프타운 (총영사관)
- 탄자니아 : 다르에스살람 (고등판무관 사무소)
- 잠비아 : 루사카 (고등판무관 사무소)
- 짐바브웨 : 하라레 (대사관)

## 아메리카
- 브라질 : 브라질리아 (대사관)
- 쿠바 : 아바나 (대사관)
- 미국 : 워싱턴 D.C. (대사관)

## 아시아
- 중화인민공화국 : 베이징시 (대사관)
- 인도 : 뉴델리 (고등판무관 사무소)
- 일본 : 도쿄도 (대사관)
- 말레이시아 : 쿠알라룸푸르 (고등판무관 사무소)

## 유럽
- 오스트리아 : 빈 (대사관)
- 벨기에 : 브뤼셀 (대사관)
- 핀란드 : 헬싱키 (대사관)
- 프랑스 : 파리 (대사관)
- 독일 : 베를린 (대사관)
- 러시아 : 모스크바 (대사관)
- 스웨덴 : 스톡홀름 (대사관)
- 영국 : 런던 (고등판무관 사무소)

## 대표부
- EU 나미비아 정부 대표부 : 브뤼셀
- UN 나미비아 정부 대표부 : 뉴욕
- 아프리카 연합 나미비아 정부 대표부 : 아디스아바바